# Ingo Kimmritz

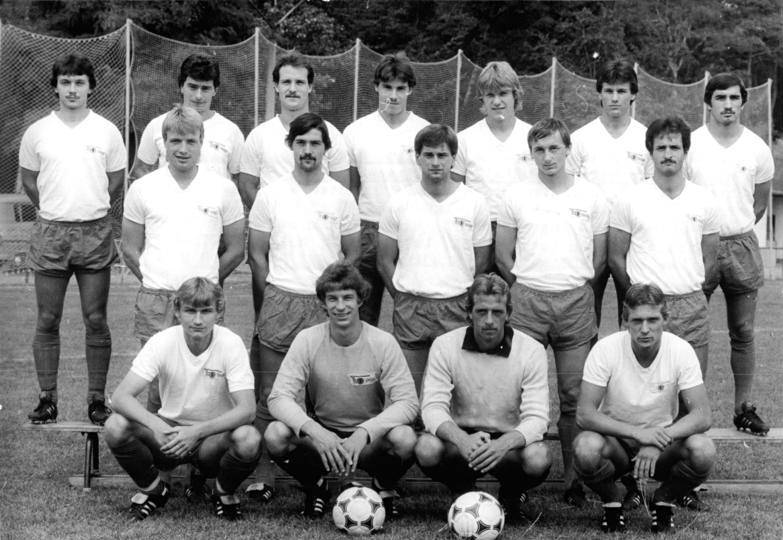
Kimmritz (Mitte rechts) auf dem Mannschaftsbild von Union Berlin 1983/84

Ingo Kimmritz (* 6. November 1958) ist ein ehemaliger deutscher Fußballspieler.
Kimmritz begann mit dem Fußballspielen 1967 bei Medizin Lichtenberg. 1972 bis 1976 spielte er in der Jugend vom 1. FC Union Berlin. Danach folgte neben dem Wehrdienst mehrere Spielzeiten bei seinem Stammverein Medizin Lichtenberg und bei Rotation Berlin. 1983 wechselte er wieder zu Union Berlin, wo er für zwei Spielzeiten blieb. In der ersten Saison spielte er mit Union in der DDR-Oberliga (20 Spiele, ein Tor). Nach dem Abstieg des Vereins folgte ein Jahr in der DDR-Liga (20/2). 1986 ging er wieder zu Rotation Berlin, 1986 zu Motor Ludwigsfelde, 1989 wieder zu Rotation Berlin, 1990 zu Marathon Berlin, 1992 zu Fortuna Biesdorf, und 1996 schließlich zu seiner letzten Station, Germania Schöneiche. Hier war Kimmritz maßgeblich am zweimaligen Aufstieg bis in die Verbandsliga beteiligt.